# Общественный союз
Общественный союз (укр. громадська спілка) — вид организационно-правовой формы на Украине, общественное объединение, учредителями которого являются юридические лица частного права, а членами (участниками) могут быть как юридические лица частного права так и физические лица.
На Украине, общественные союзы являются одной из двух организационно-правовых форм общественных объединений, другой такой формой являются общественные организации.
Общественный союз может осуществлять деятельность со статусом юридического лица или без такого статуса. 

## Учредители
Учредителями общественного союза могут быть юридические лица частного права, в том числе общественные объединения со статусом юридического лица. Учредителями общественного союза не могут быть политические партии, а также юридические лица, в отношении которых принято решение об их прекращении или находящихся в процессе прекращения.
Учредителями общественного союза не могут быть юридические лица частного права, единственным учредителем которых является одно и то же лицо.

## Участники
Членами (участниками) общественного союза могут быть юридические лица частного права, в том числе общественные объединения со статусом юридического лица, физические лица, достигшие 18 лет и не признаны судом недееспособными.